# Feria de emprendimiento

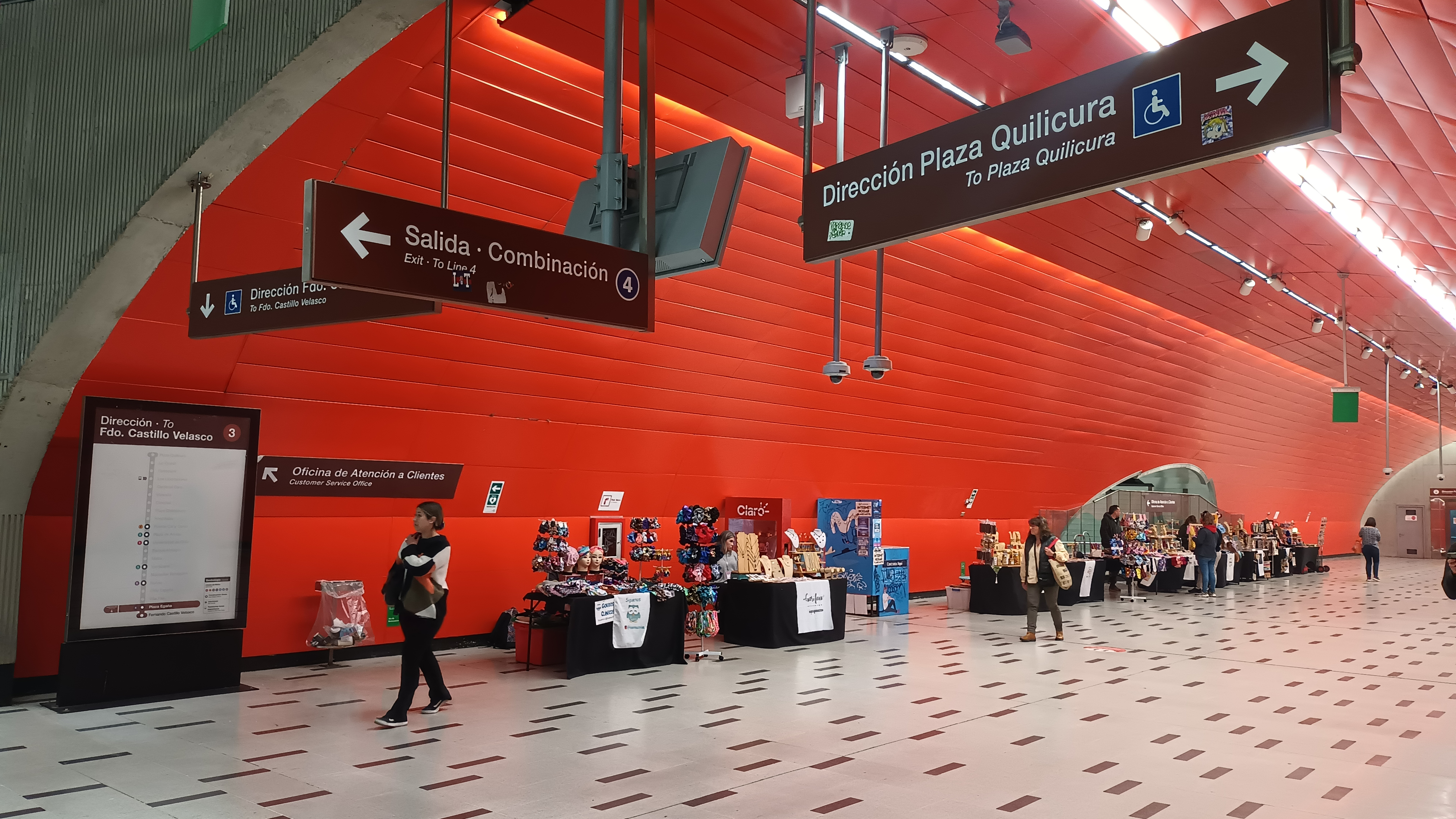
Una feria de emprendedores artesanales en una estación del Metro de Santiago

La feria de emprendimiento o feria de emprendedores puede ser una feria — entendida como un evento — o un mercadillo dedicado a promover el emprendimiento, especialmente de personas individuales, microempresas y empresas emergentes (startups). Las ferias de emprendimiento pueden ser temporales o permanentes, fijas o itinerantes. Los organizadores de estas ferias pueden ser entidades públicas, como los municipios, las cuales las integran como parte de sus políticas públicas, una alianza público-privada, como también de parte exclusiva de la iniciativa privada, especialmente empresas que incorporan el apoyo a las pequeñas y medianas empresas (pymes), promueven el comercio justo entre privados y fomentan el consumo local como parte de sus políticas de responsabilidad social corporativa.
Por lo general suelen girar en torno a un eje temático para dar con un mercado objetivo o destacar la creatividad y otros valores agregados de los productos a mostrar, teniendo un nombre referido a dicho tema y del mismo modo. Asimismo, contribuyen a mejorar la asociatividad entre los pequeños y medianos empresarios, además de darles publicidad con el público asistente. Ejemplo de ello son las ferias de emprendimiento artesanal (dirigidas a artesanos), ferias para diseñadores, las ferias de emprendedoras o de emprendimiento femenino para mujeres, especialmente para jefas de hogar; ferias regionales para productos de la propia zona o de una región en otra, de grupos étnicos, subculturas, etc.